# ФК «Локомотив» Москва в сезоне 2010
Сезон 2010 года — 19-й сезон футбольного клуба «Локомотив» в высшем дивизионе чемпионата России. По итогам сезона клуб занял пятое место в чемпионате.

## Предсезонная подготовка
Перед сезоном президент клуба Николай Наумов объявил задачу-максимум — выиграть чемпионат России. В качестве задачи-минимум он назвал второе место.
В зимнее трансферное окно тренер клуба Юрий Сёмин пригласил украинского атакующего полузащитника Александра Алиева, знакомого ему по киевскому «Динамо», а также российских полузащитников Дмитрия Тарасова и Владислава Игнатьева, бразильского нападающего Майкона, словенского защитника Бранко Илича.
Команду покинули вратари Элдин Якупович и Иван Левенец, полузащитники Рэзван Кочиш и Давид Муджири, в аренду были отданы Артём Гомелько, Ян Дюрица и Джиби Фалль.
Бюджет клуба составил, по разным сведениям, 60-70 миллионов долларов. Первоначально сообщалось, что в зимнее трансферное окно «Локомотив» потратил 17 миллионов долларов на приобретение игроков и столько же получил от продажи, однако в конце сезона Ольга Смородская заявила, что зимой было потрачено не менее 30 миллионов.
Перед началом сезона «Локомотив» провёл 17 контрольных матчей, в том числе с ведущими клубами Украины — «Шахтёром» (0:1 и 1:0), «Днепром» (2:1), киевским «Динамо» (2:0).

## Ход сезона
«Локомотив» начал чемпионат нестабильно, чередовал победы и поражения и к летнему перерыву занимал 8-е место в турнирной таблице. Неуверенно играла линия атаки — первый гол с игры форварды «Локомотива» забили только в 11-м туре.
Летом в клубе произошла смена руководства — совет директоров уволил президента клуба Николая Наумова и назначил на его место Ольгу Смородскую. Новое руководство пересмотрело, в частности, систему выплаты премиальных и селекционную политику клуба.
Из-за изменений в руководстве «Локомотив» провёл не слишком активную трансферную политику. Юрий Сёмин планировал усилить атаку и приобрести форварда киевского «Динамо» Артёма Милевского, но из-за высокой цены Ольга Смородская отказалась покупать игрока. Новыми игроками стали два свободных агента — вернувшийся в клуб из «Сатурна» 36-летний Дмитрий Лоськов и экс-спартаковец Роман Шишкин, также из аренды вернулся Ян Дюрица. Покинули клуб Питер Одемвинги, Томислав Дуймович и Олег Кузьмин.
Смена руководства также повлекла временный спад в игре команды. В июле «Локомотив» вылетел из Кубка России, проиграв в 1/16 финала клубу второго дивизиона «Горняк» (Учалы). Из семи матчей в августе 2010 года «Локомотив» три сыграл вничью и четыре проиграл, в том числе два матча с крупным счётом 0:3 — московскому «Динамо» и «Зениту». Также «Локомотив» вылетел из Лиги Европы, проиграв по пенальти швейцарской «Лозанне».
Неудачную серию переломил матч с ЦСКА (1:0) 12 сентября 2010 года. В этом матче впервые после своего возвращения в клуб капитанскую повязку надел Дмитрий Лоськов. Победа над ЦСКА стала началом 11-матчевой беспроигрышной серии, которая продлилась до конца сезона, и во время этой серии с 26 сентября по 31 октября «Локомотив» одержал 5 побед подряд. Уверенная концовка чемпионата позволила клубу финишировать на пятом месте в турнирной таблице.
Сразу по окончании чемпионата, в начале декабря 2010 года, в отставку был отправлен главный тренер клуба Юрий Сёмин. По мнению экспертов, причиной отставки стали не спортивные результаты, а конфликт с президентом клуба Ольгой Смородской. Вместе с Юрием Сёминым были уволены его ассистент Борис Игнатьев и тренер вратарей Заур Хапов, ещё ранее в отставку был отправлен тренер дубля Ринат Билялетдинов.

## Итоги сезона
По итогам 2010 года «Локомотив» занял пятое место в Премьер-лиге, что на одно место хуже, чем в сезоне-2009, но лучше чем в двух предыдущих сезонах (в 2007 и 2008 годах «Локомотив» был седьмым).
Лучшим бомбардиром команды стал Александр Алиев — 14 голов в чемпионате и 1 в Лиге Европы. Этот результат позволил Алиеву стать вторым бомбардиром чемпионата России (после Веллитона) и лучшим в России по системе гол+пас.
Лучшим игроком клуба и обладателем приза «Стальной рельс» был признан вратарь Гильерме, отыгравший без замен все 30 матчей чемпионата (из них 11 на «ноль»).

## Форма
Поставщик формы:  Adidas
| Основная форма | Гостевая форма |

## Товарищеские матчи ФК «Локомотив» Москва в 2010 году
«Локомотив» — «Рот-Вайсс»
| 14 января 2010 | \| Локомотив \| 4-0 \| Рот-Вайсс (Эрфурт) \| | Стадион: Тренировочное поле, Белек, Турция Зрителей: Судья: |
| Составы: Локомотив: Чех, Кузнецов 46' (Камболов 46'), Ефимов 46' (Бурлак 46'), Миланович 46' (Беляев 46'), Павлов, Смольников, Чочиев 46' (Черевко 46'), Концедалов, Игнатьев, Минченков, Полоз. Рот-Вайсс: |                                              |                                                             |
| Локомотив | 4-0                                          | Рот-Вайсс (Эрфурт)                                          |

«Локомотив» — «Днепр» (Днепропетровск)
| 17 января 2010 | \| Локомотив \| 1-3 \| Днепр (Днепропетрвоск) \| | Стадион: Тренировочное поле, Белек, Турция Зрителей: Судья: |
| Составы: Локомотив (1-й тайм): Гилерме, Кузьмин, Баша, Асатиани, Янбаев, Гатагов, Тарасов, Дуймович, Глушаков, Торбинский, Сычев. Локомотив (2-й тайм): Чех, Беляев, Баша 70' (Миланович 70'), Бурлак, Сенников, Черевко, Концедалов, Шарлес, Игнатьев, Траоре, Минченков. Днепр: Боровик, Денисов, Русол, Холек, Мандзюк, Ротань, Чеберячко 60' (Назаренко 60'), Коноплянка, Кравченко, Калиниченко, Селезнёв 60' (Гоменюк 60'). |                                                  |                                                             |
| Локомотив | 1-3                                              | Днепр (Днепропетрвоск)                                      |

«Локомотив» — «Кённам»
| 18 января 2010 | \| Локомотив \| 8-2 \| Кённам (Корея) \| | Стадион: Тренировочное поле, Белек, Турция Зрителей: Судья: |
| Составы: Локомотив: Чех 46' (Гилерме 46'), Кузнецов, Ефимов 46' (Бурлак 46'), Беляев 46' (Миланович 46'), Павлов, Черевко 61' (Смольников 61'), Чочиев, Шарлес 46' (Концедалов 46'), Смольников 46' (Игнатьев 46'), Полоз, Траоре 46' (Минченков 46'). Кённам: |                                          |                                                             |
| Локомотив | 8-2                                      | Кённам (Корея)                                              |

«Локомотив» — «Томь»
| 21 января 2010 | \| Локомотив \| 3-0 \| Томь \| | Стадион: Тренировочное поле, Белек, Турция Зрителей: Судья: |
| Составы: Локомотив: Гилерме 46' (Чех 46'), Янбаев, Баша, Асатиани, Гатагов, Глушаков, Дуймович, Тарасов 46' (Шарлес 46'), Торбинский 71' (Игнатьев 71'),Траоре 62' (Черевко 62'), Сычев 46' (Минченков 46'). Томь: Парейко, Джиоев, Йокич, Смирнов, Скобляков, Мичков 52' (Янотовский 52'), Климов, Ким Нам Иль 76' 76' (Фидлер 76'), Ковальчук 60' (Архипов 60'), Шон Ен Рок 60' (Киселев 60'), Мазнов 60' (Волков 60'). |                                |                                                             |
| Локомотив | 3-0                            | Томь                                                        |

«Локомотив» — «Маттерсбург»
| 23 января 2010 | \| Локомотив \| 6-4 \| Маттерсбург \| | Стадион: Тренировочное поле, Белек, Турция Зрителей: Судья: |
| Составы: Локомотив: Чех, Сенников 46' (Кузнецов 46'), Ефимов, Миланович, Павлов, Черевко, Беляев, Камболов 80', Концедалов, Чочиев, Смольников. Маттерсбург: |                                       |                                                             |
| Локомотив | 6-4                                   | Маттерсбург                                                 |

«Локомотив» — «Луч-Энергия»
| 24 января 2010 | \| Локомотив \| 5-1 \| Луч-Энергия \| | Стадион: Тренировочное поле, Белек, Турция Зрителей: Судья: |
| Составы: Локомотив: Гилерме, Кузьмин, Асатиани, Баша 63' (Сенников 63'), Янбаев 72' (Камболов 72'), Глушаков, Шарлес, Дуймович 46' (Гатагов 46'), Тарасов 51' 51' (Минченков 51'), Торбинский 46' (Игнатьев 46'), Траоре. Луч-Энергия: Котляров 46' (Комаров 46'), Хлебников, Удалый 65' (Шворин 65'), Зиновьев, Данцев, Егоров, Бочков 83' (Акопян 83'), Дубенский, Шмаков 46' (Федоров 46'), Бурченко 74' (Михеев 74'), Жданов. |                                       |                                                             |
| Локомотив | 5-1                                   | Луч-Энергия                                                 |

«Локомотив» — «Марбелья»
| 4 февраля 2010 | \| Локомотив \| 13-1 \| Марбелья \| | Стадион: Тренировочное поле, Марбелья, Испания Зрителей: Судья: |
| Составы: Локомотив: Гилерме 46' (Чех 46'), Кузьмин, Баша 84' (Ефимов 84'), Асатиани, Янбаев, Глушаков 62' (Смольников 62'), Шарлес 46' (Камболов 46'), Дуймович 46' (Алиев 46'), Тарасов 10' 80' (Минченков 80'), Торбинский 66' (Игнатьев 66'), Траоре 74' (Полоз 74'). Марбелья: Ариза, Аньон, Кристиан, Хосе, Пинто, Маркос Суарес, Трояно, Педро, Видаль, Игна, Ривера. Замены Марбельи: Эду, Френсис, Карлос, Ариас, Адриан, Иван, Бенисти, Нико, Кьетино. |                                     |                                                                 |
| Локомотив | 13-1                                | Марбелья                                                        |

«Локомотив» — «Спарта» (Прага)
| 8 февраля 2010 | \| Локомотив \| 0-1 \| Спарта (Прага) \| | Стадион: Стадион Парадиз Футбол, Марбелья, Испания Зрителей: Судья: |
| Составы: Локомотив: Чех 46' (Гилерме 46'), Камболов, Асатиани 26', Дуймович, Янбаев ( 62' (Кузьмин 62'), Глушаков, Шарлес, Тарасов, Алиев, Смольников 46' (Драман 46'), Траоре 62' (Минченков 62'). Спарта: Козачик, Ржепка 46' (Брабец 46'), Хохенедер, Сус 89' (Полом 89'), Кушнир 61', Куцка 76' (Ковба 76'), Земан 29' 89' (Крейчи 89'), Вацек, Фольпрехт, Йироуш, Кадлец 71' (Юрдик 71'). |                                          |                                                                     |
| Локомотив | 0-1                                      | Спарта (Прага)                                                      |

«Локомотив» — «Шахтёр» (Донецк)
| 9 февраля 2010 | \| Локомотив \| 2-0 \| Шахтёр (Донецк) \| | Стадион: Тренировочное поле, Марбелья, Испания Зрителей: Судья: |
| Составы: Локомотив: Криворучко, Беляев, Ефимов, Миланович 40' (Бурлак 40'), Сенников, Черевко, Чочиев, Концедалов, Драман 31' (Игнатьев 31'), Минченков 44' (Смольников 44'), Полоз. Шахтёр: Худжамов, Леонардо, Кучер, Чижов, Рац, Илсинью, Дуляй, Полянский 35' (Левандовски 35'), Кравченко, Фомин, Адриано 31' (Гладких 31'). |                                           |                                                                 |
| Локомотив | 2-0                                       | Шахтёр (Донецк)                                                 |

«Локомотив» — «Металлург» (Донецк)
| 10 февраля 2010 | \| Локомотив \| 5-1 \| Металлург (Донецк) \| | Стадион: Стадион Парадиз Футбол, Марбелья, Испания Зрителей: Судья: |
| Составы: Локомотив: Гилерме, Кузьмин, Баша, Асатиани, Янбаев, Алиев, Глушаков, Драман 42' 63' (Минченков 63'), Тарасов, Одемвингие 46' (Дуймович 46'), Траоре. Металлург: Дишленкович 46' (Воробьев 46'), Марио Сержио, Чечер, Воловик 79', Боавентура 74' (Дашян 74'), Прийма 88' (Сезар 88' 75'), Янков 46' (Лазич 46'), Мхитарян, Годин 46' (Соарес 46'), Кингсли 82' (Иванко 82'), Мгуни. |                                              |                                                                     |
| Локомотив | 5-1                                          | Металлург (Донецк)                                                  |

«Локомотив» — «Шахтёр» (Донецк)
| 13 февраля 2010 | \| Локомотив \| 2-0 \| Шахтёр (Донецк) \| | Стадион: Тренировочное поле, Марбелья, Испания Зрителей: Судья: |
| Составы: Локомотив: Чех 36' (Гилерме 36'), Кузьмин, Баша, Асатиани, Янбаев, Одемвингие, Дуймович 45' (Драман 45'), Шарлес, Тарасов, Глушаков, Траоре 60' (Смольников 60'). Шахтёр (1-й тайм): Худжамов, Кобин, Чижов, Ищенко, Рац, Илсиньо, Левандовски, Полянский, Кравченко, Фомин, Гладкий. Шахтёр (2-й тайм): Пятов, Срна, Кучер, Ищенко, Шевчук, Илсиньо 53' (Гай 53'), Гюбшман, Фернандиньо, Жадсон, Виллиан, Адриано. |                                           |                                                                 |
| Локомотив | 2-0                                       | Шахтёр (Донецк)                                                 |

«Локомотив» — «Мальмё»
| 20 февраля 2010 | \| Локомотив \| 3-2 \| Мальмё \| | Стадион: Касерес стадион, Марбелья, Испания Зрителей: Судья: |
| Составы: Локомотив: Гилерме, Янбаев, Сенников 17'), Баша, Асатиани 44'), Тарасов 46' (Глушаков 46'), Дуймович, Одемвингие 77' (Минченков 77'), Алиев 77' (Смольников 77'), Торбинский 20') 65' (Драман 65'), Траоре 72' (Кузьмин 72'). Мальмё: Далин, Молинс, Аман-Перссон, Халсти, Ларссон, Винцентс, Крюйс, Эланга, Андерссон, Дурмаз, Фигереду. |                                  |                                                              |
| Локомотив | 3-2                              | Мальмё                                                       |

«Локомотив» — «Динамо» (Киев)
| 22 февраля 2010 | \| Локомотив \| 3-4 \| Динамо (Киев) \| | Стадион: Стадион Парадиз Футбол, Марбелья, Испания Зрителей: 100 Судья: |
| Составы: Локомотив: Чех 46' (Гилерме 46'), Баша 46' (Ефимов 46'), Асатиани 46' (Миланович 46'), Сенников 46' (Беляев 46' 77'), Янбаев 46' (Кузьмин 46'), Дуймович 8' 46' (Тарасов 46'), Глушаков 46' (Шарлес 46'), Торбинский 46' (Минченков 46'), Гатагов 46' (Игнатьев 46'), Одемвингие 46' (Драман 46' 81'), Траоре 46' (Смольников 46'). Динамо: Шовковский, Бетао 49' 60' (Юссуф 60'), Алмейда, Михалик 58' (Ярмоленко 58'), Несмачный 58' (Маграо 58'), Вукоевич 62', Эль Каддури 58' (Ерёменко 58'), Гармаш 58' (Нинкович 58'), Калитвинцев 58' (Шевченко 58'), Гусев 58' (Милевский 58' 85'), Зозуля 58' (Кравец 58'). |                                         |                                                                         |
| Локомотив | 3-4                                     | Динамо (Киев)                                                           |

«Локомотив» — «Брондбю»
| 22 февраля 2010 | \| Локомотив \| 7-2 \| Брондбю \| | Стадион: Касерес стадион, Марбелья, Испания Зрителей: 20 Судья: |
| Составы: Локомотив: Гилерме, Сенников, Баша, Асатиани, Янбаев, Одемвингие 79' (Минченков 79'), Тарасов, Шарлес 78' (Драман 78'), Глушаков 46' (Алиев 46'), Торбинский 54' 86' (Алиев 86'), Траоре 46' (Гатагов 46'). Брондбю: Тернес, Нильссон 46' (Рандруп 46'), Бишофф, ван дер Шаф 73' (Йонссон 73'), Расмуссен 67' (Фредериксен 67'), Кристиансен 70' 73' (Васс 73'), Хольмен 46' (Йенсен 46'), Ятта, Крон-Дели, Мадсен, Фарнеруд. |                                   |                                                                 |
| Локомотив | 7-2                               | Брондбю                                                         |

«Локомотив» — «Ефле»
| 28 февраля 2010 | \| Локомотив \| 4-0 \| Ефле (Евле) \| | Стадион: Стадион Парадиз Футбол, Марбелья, Испания Зрителей: 50 Судья: |
| Составы: Локомотив: Чех 46' (Гилерме 46'), Смольников, Сенников, Ефимов, Кузьмин, Шарлес, Глушаков, Алиев 46' (Минченков 46' 49'), Драман, Гатагов 46' (Игнатьев 46'), Сычёв 60' (Полоз 60'). Брондбю: Хэдваль, Ханссон, Сенатор, Яво, Грам, Берг, Портин, Герндт, Клибса, Дальберг, Лантто. Замены Брондбю: Ларссон, Иттерборн, Эрхард-Ольссон, Хугоссон, Фрэмпонг, Орлов. |                                       |                                                                        |
| Локомотив | 4-0                                   | Ефле (Евле)                                                            |

«Локомотив» — «Мика»
| 2 марта 2010 | \| Локомотив \| 0-1 \| Мика (Ереван) \| | Стадион: Касерес стадион, Марбелья, Испания Зрителей: Судья: |
| Составы: Локомотив: Гилерме 36' (Чех 36'), Кузьмин 18', Ефимов 36' (Гатагов 36'), Сенников, Игнатьев, Глушаков, Тарасов 40', Шарлес, Минченков, Траоре, Сычёв. Мика:Клевинскас, Бегларян 62' (Лопес 62'), Эдней, Монтенегро, Акопян, Алекс, Шиханян, Амбарцумян, Петросян, Жуниор 62' (Григалевичус 62'), Погосян. |                                         |                                                              |
| Локомотив | 0-1                                     | Мика (Ереван)                                                |

«Локомотив» — «Динамо» (Минск)
| 6 марта 2010 | \| Локомотив \| 3-0 \| Динамо (Минск) \| | Стадион: Стадион Локомотив (запасное поле), Москва, Россия Зрителей: Судья: Игорь Захаров (Москва) |
| Составы: Локомотив: Гилерме, Кузьмин, Асатиани, Баша, Смольников 36' 46' (Глушаков 46'), Гатагов 71', Дуймович 46' (Шарлес 46'), Тарасов 20', Одемвингие 61' (Торбинский 61'), Алиев 70' (Драман 70'), Сычёв. Динамо:Горбунов 46' (Сулима 46'), Веретило, Мартынович, Мараховский, Монтаруп, Драгун 82' (Леонардо 82'), Чухлей 63' (Шкабара 63' 69'), Кисляк, Страханович 31' (Рекиш 31'), Путило, Сазанков 75' (Гаврюшко 75'). |                                          | |
| Локомотив | 3-0                                      | Динамо (Минск)                                                                                     |

## Официальные матчи ФК «Локомотив» Москва в 2010 году

### Чемпионат России. 1-й тур
| 14 марта 2010 14:00 | \| Рубин \| 1-2 \| Локомотив \| | Стадион: «Центральный», Казань Зрителей: 8 123 Судья: Владислав Безбородов (Санкт-петербург) |
| Составы: Рубин: Рыжиков, Баляйкин, Орехов, Сезар Навас, Хорди, Галиулин 25' (Фатих Текке 25' 90+2' (Натхо 90+2')), Нобоа 68', Муравски, Карадениз, Касаев 77' (Горбанец 77'), Бухаров. Запасные: Черемисин, Сибайя, Салуквадзе, Натхо, Портнягин. Гл. тренер: Курбан Бекиевич Бердыев Локомотив: Гилерме, Кузьмин, Асатиани, Сенников, Янбаев, Одемвингие 81' (Глушаков 81'), Дуймович 62', Тарасов 28', Алиев, Сычёв, Траоре. Запасные: Чех, Смольников, Шарлес, Илич, Гатагов, Майкон. Гл. тренер: Юрий Павлович Сёмин |                                 |                                                                                              |
| Рубин | 1-2                             | Локомотив                                                                                    |

### Чемпионат России. 2-й тур
| 20 марта 2010 | \| Локомотив \| 2-1 \| Крылья Советов \| | Стадион: «Локомотив», Москва Зрителей: 14 923 Судья: Владимир Казьменко (Ростов-на-Дону) |
| Составы: Локомотив: Гилерме, Кузьмин, Асатиани, Дуймович, Янбаев, Шарлес 78', Тарасов, Алиев, Торбинский 77' (Гатагов 77'), Сычёв 71' (Майкон 71'), Траоре 63' (Одемвингие 63'). Запасные: Чех, Смольников, Сенников, Гатагов, Одемвингие, Майкон. Гл. тренер: Юрий Павлович Сёмин Крылья Советов: Юрченко, Леилтон, Костяев, Бобёр, Цаллагов, Ткачёв, Буданов 56' (Салугин 56'), Аджинджал 90' (Половов 90'), Будылин, Белозёров, Савин. Запасные: Храмов, Кузьмин, Воронин, Попов, Редя, Салугин, Половов. Гл. тренер: Юрий Фарзунович Газзаев |                                          |                                                                                          |
| Локомотив | 2-1                                      | Крылья Советов                                                                           |

### Чемпионат России. 3-й тур
| 28 марта 2010 | \| Спартак \| 1-3 \| Локомотив \| | Стадион: «Лужники», Москва Зрителей: 40 000 Судья: Максим Лаюшкин (Москва) |
| Составы: Спартак: Джанаев, Макеев 82', Сухи 8', Йиранек, Паршивлюк, Ибсон 73' (Ананидзе 73'), Шешуков 21', Сабитов, Веллитон 46' (Яковлев 46' 85' (Баженов 85' 89')), Ари, Алекс. Запасные: Саенко, Кудряшов, Песьяков, Зотов, Ананидзе, Яковлев, Баженов. Гл. тренер: Валерий Георгиевич Карпин Локомотив: Гилерме, Кузьмин, Баша, Асатиани 12', Янбаев, Тарасов, Шарлес 29' 82' (Гатагов 82'), Глушаков, Торбинский 46' (Траоре 46'), Алиев, Сычёв 38' 70' (Одемвингие 70'). Запасные: Чех, Дуймович, Одемвингие, Смольников, Сенников, Траоре, Гатагов. Гл. тренер: Юрий Павлович Сёмин |                                   |                                                                            |
| Спартак | 1-3                               | Локомотив                                                                  |

### Чемпионат России. 4-й тур
| 4 апреля 2010 | \| Локомотив \| 3-0 \| Динамо \| | Стадион: «Локомотив», Москва Зрителей: 17 820 Судья: Николай Иванов (Санкт-Петербург) |
| Составы: Локомотив: Гилерме, Янбаев, Асатиани, Баша, Кузьмин, Тарасов, Дуймович, Алиев 55' 82' (Шарлес 82'), Траоре 74' (Смольников 74' 90'), Одемвингие, Сычёв 90' (Глушаков 90'). Запасные: Чех, Глушаков, Смольников, Шарлес, Сенников, Гатагов, Майкон. Гл. тренер: Юрий Павлович Сёмин Динамо: Габулов, Фернандес, Колодин, Самедов, Семшов, Уилкшир 86' (Ропотан 86'), Комбаров Д., Комбаров К., Чеснаускис, Кокорин 46' (Хохлов 46'), Воронин 76'. Запасные: Шунин, Смолов, Гранат, Ковальчик, Ропотан, Хохлов, Ребко. Гл. тренер: Андрей Николаевич Кобелев |                                  |                                                                                       |
| Локомотив | 3-0                              | Динамо                                                                                |

### Чемпионат России. 5-й тур
| 11 апреля 2010 | \| Зенит \| 2-1 \| Локомотив \| | Стадион: «Петровский», Санкт-Петербург Зрителей: 20 300 Судья: Игорь Егоров (Нижний Новгород) |
| Составы: Зенит: Малафеев, Анюков, Крижанац, Ломбертс, Губочан 76', Данни 8' 92' (Розина 95' 92') Зырянов 24', Денисов 70' (Широков 70'), Быстров 80', Лазович, Кержаков 65' (Хусти 65'). Запасные: Жевнов, Мейра, Ламб, Широков, Розина, Хусти, Канунников. Гл. тренер: Юрий Павлович Сёмин Локомотив: Гилерме, Кузьмин 27', Баша, Асатиани 17', Янбаев, Дуймович, Тарасов 78' 86' , Шарлес 46' (Глушаков 46'), Одемвингие 94', Сычев 87' (Смольников 87'), Траоре 57' (Майкон 57'). Запасные: Чех, Смольников, Сенников, Илич, Гатагов, Глушаков, Майкон. Гл. тренер: Лучано Спалетти |                                 |                                                                                               |
| Зенит | 2-1                             | Локомотив                                                                                     |

### Чемпионат России. 6-й тур
| 17 апреля 2010 | \| ЦСКА (Москва) \| 0-2 \| Локомотив \| | Стадион: «Арена Химки», Химки Зрителей: 14 000 Судья: Юрий Баскаков (Москва) |
| Составы: ЦСКА: Акинфеев, Шемберас 13', Игнашевич, А.Березуцкий, Одиа, Щенников 70', Мамаев, Хонда 75' (Нецид 85' 75'), Марк Гонсалес 70' (Алдонин 70'), Красич 83' (Рахимич 83'), Гильерме. Запасные: Чепчугов, Набабкин, Васянович, Дзагоев, Алдонин, Рахимич, Нецид. Гл. тренер: Леонид Викторович Слуцкий Локомотив: Гилерме, Кузьмин, Асатиани, Баша, Янбаев, Дуймович, Глушаков 12', Алиев, Одемвингие 75', Сычев 75' (Траоре 75'), Майкон 81'. Запасные: Чех, Смольников, Гатагов, Илич, Шарлес, Хамину, Траоре. Гл. тренер: Юрий Павлович Сёмин 90+3' |                                         |                                                                              |
| ЦСКА (Москва) | 0-2                                     | Локомотив                                                                    |

### Чемпионат России. 7-й тур
| 24 апреля 2010 | \| Локомотив \| 4-0 \| Томь \| | Стадион: «Локомотив», Москва Зрителей: 13 600 Судья: Вячеслав Попов (Екатеринбург) |
| Составы: Локомотив: Гилерме, Кузьмин, Баша, Асатиани, Янбаев, Дуймович, Глушаков, Алиев, Одемвинги 90+2' (Траоре 90+2'), Сычев 68' (Тарасов 68'), Майкон 85' (Торбинский 85') Запасные: Чех, Илич, Тарасов, Смольников, Торбинский, Гатагов, Траоре. Гл. тренер: Юрий Павлович Сёмин Томь: Парейко, Гультяев, Иванов, Джиоев 89', Йокич, Климов 70' (Мазнов 70'), Мичков 77' (Смирнов 77'), Ким Нам Ил, Харитонов, Корниленко, Дзюба 62' (Прудников 62') Запасные: Поляков, Скобляков, Ковальчук Сергей, Ковальчук Кирилл, Смирнов, Мазнов, Прудников. Гл. тренер: Валерий Кузьмич Непомнящий |                                |                                                                                    |
| Локомотив | 4-0                            | Томь                                                                               |

### Чемпионат России. 8-й тур
| 1 мая 2010                 | \| Терек \| 1-2 \| Локомотив \| | Стадион: им. С.Билимханова, Грозный Зрителей: 9 000 Судья: Владислав Безбородов (Санкт-Петербург) |
| Составы: Терек: Локомотив: |                                 |                                                                                                   |
| Терек                      | 1-2                             | Локомотив                                                                                         |

### Чемпионат России. 9-й тур
| 5 мая 2010                  | \| Локомотив \| 2-2 \| Сатурн \| | Стадион: «Локомотив», Москва Зрителей: 11 118 Судья: Евгений Турбин (Москва) |
| Составы: Локомотив: Сатурн: |                                  |                                                                              |
| Локомотив                   | 2-2                              | Сатурн                                                                       |

### Чемпионат России. 10-й тур
| 11 мая 2010                     | \| Спартак-Нальчик \| 0-0 \| Локомотив \| | Стадион: «Спартак», Нальчик Зрителей: 9 000 Судья: Станислав Сухина (Малаховка) |
| Составы: Спартак Нч: Локомотив: |                                           |                                                                                 |
| Спартак-Нальчик                 | 0-0                                       | Локомотив                                                                       |

### Чемпионат России. 11-й тур
| 15 мая 2010                | \| Локомотив \| 3-1 \| Амкар \| | Стадион: «Локомотив», Москва Зрителей: 11 120 Судья: Владимир Петтай (Петрозаводск) |
| Составы: Локомотив: Амкар: |                                 |                                                                                     |
| Локомотив                  | 3-1                             | Амкар                                                                               |

### Чемпионат России. 12-й тур
| 10 июля 2010              | \| Локомотив \| 5-0 \| Анжи \| | Стадион: «Локомотив», Москва Зрителей: 3 000 Судья: Вячеслав Попов (Екатеринбург) |
| Составы: Анжи: Локомотив: |                                |                                                                                   |
| Локомотив                 | 5-0                            | Анжи                                                                              |

### Чемпионат России. 13-й тур
| 18 июля 2010                | \| Локомотив \| 0-1 \| Алания \| | Стадион: «Локомотив», Москва Зрителей: 11 421 Судья: Николай Иванов (Санкт-Петербург) |
| Составы: Локомотив: Алания: |                                  |                                                                                       |
| Локомотив                   | 0-1                              | Алания                                                                                |

### Чемпионат России. 14-й тур
| 25 июля 2010                | \| Сибирь \| 2-3 \| Локомотив \| | Стадион: «Спартак», Новосибирск Зрителей: 12 000 Судья: Эдуард Малый (Волгоград) |
| Составы: Сибирь: Локомотив: |                                  |                                                                                  |
| Сибирь                      | 2-3                              | Локомотив                                                                        |

### Чемпионат России. 15-й тур
| 1 августа 2010              | \| Локомотив \| 1-0 \| Ростов \| | Стадион: «Локомотив», Москва Зрителей: 12 500 Судья: Михаил Вилков (Нижний Новгород) |
| Составы: Локомотив: Ростов: |                                  |                                                                                      |
| Локомотив                   | 1-0                              | Ростов                                                                               |

### Чемпионат России. 16-й тур
| 7 августа 2010                      | \| Крылья Советов \| 0-3 \| Локомотив \| | Стадион: «Металлург», Самара Зрителей: 13 757 Судья: Вячеслав Попов (Екатеринбург) |
| Составы: Крылья Советов: Локомотив: |                                          |                                                                                    |
| Крылья Советов                      | 0-3                                      | Локомотив                                                                          |

### Чемпионат России. 17-й тур
| 15 августа 2010              | \| Локомотив \| 2-0 \| Спартак \| | Стадион: «Локомотив», Москва Зрителей: 23 123 Судья: Алексей Николаев (Москва) |
| Составы: Локомотив: Спартак: |                                   |                                                                                |
| Локомотив                    | 2-0                               | Спартак                                                                        |

### Лига Европы УЕФА. Раунд плей-офф, 1-й матч
| 19 августа 2010              | \| Лозанна (Швейцария) \| 0-0 \| Локомотив \| | Стадион: «Олимпик-де-ля-Понтез», Лозанна, Швейцария Зрителей: Судья: Гедиминас Мажейка (Литва) |
| Составы: Лозанна: Локомотив: |                                               |                                                                                                |
| Лозанна (Швейцария)          | 0-0                                           | Локомотив                                                                                      |

### Чемпионат России. 18-й тур
| 22 августа 2010             | \| Динамо \| 0-0 \| Локомотив \| | Стадион: «Арена Химки», Химки Зрителей: 10 224 Судья: Сергей Карасёв (Москва) |
| Составы: Динамо: Локомотив: |                                  |                                                                               |
| Динамо                      | 0-0                              | Локомотив                                                                     |

### Лига Европы УЕФА. Раунд плей-офф. Ответный матч
| 26 августа 2010              | \| Локомотив \| 3-3 8-11 \| Лозанна (Швейцария) \| | Стадион: «Локомотив», Москва Зрителей: Судья: Александар Ставрев (Македония) |
| Составы: Локомотив: Лозанна: |                                                    |                                                                              |
| Локомотив                    | 3-3 8-11                                           | Лозанна (Швейцария)                                                          |

### Чемпионат России. 19-й тур
| 29 августа 2010            | \| Локомотив \| 4-0 \| Зенит \| | Стадион: «Локомотив», Москва Зрителей: 14 187 Судья: Игорь Егоров (Нижний Новгород) |
| Составы: Локомотив: Зенит: |                                 |                                                                                     |
| Локомотив                  | 4-0                             | Зенит                                                                               |

### Чемпионат России. 20-й тур
| 12 сентября 2010          | \| Локомотив \| 2-0 \| ЦСКА (Москва) \| | Стадион: «Локомотив», Москва Зрителей: 20 608 Судья: Владислав Безбородов (Санкт-Петербург) |
| Составы: Локомотив: ЦСКА: |                                         |                                                                                             |
| Локомотив                 | 2-0                                     | ЦСКА (Москва)                                                                               |

### Чемпионат России. 21-й тур
| 19 сентября 2010          | \| Томь \| 3-3 \| Локомотив \| | Стадион: «Труд», Томск Зрителей: 12 000 Судья: Владимир Петтай (Петрозаводск) |
| Составы: Томь: Локомотив: |                                |                                                                               |
| Томь                      | 3-3                            | Локомотив                                                                     |

### Чемпионат России. 22-й тур
| 26 сентября 2010           | \| Локомотив \| 6-1 \| Терек \| | Стадион: «Локомотив», Москва Зрителей: 8 867 Судья: Владимир Казьменко (Ростов-на-Дону) |
| Составы: Локомотив: Терек: |                                 |                                                                                         |
| Локомотив                  | 6-1                             | Терек                                                                                   |

### Чемпионат России. 23-й тур
| 3 октября 2010              | \| Сатурн \| 1-2 \| Локомотив \| | Стадион: «Сатурн», Раменское Зрителей: 6 000 Судья: Александр Гвардис (Калининград) |
| Составы: Сатурн: Локомотив: |                                  |                                                                                     |
| Сатурн                      | 1-2                              | Локомотив                                                                           |

### Чемпионат России. 24-й тур
| 17 октября 2010                      | \| Локомотив \| 0-1 \| Спартак-Нальчик \| | Стадион: «Локомотив», Москва Зрителей: 10 700 Судья: Игорь Егоров (Нижний Новгород) |
| Составы: Локомотив: Спартак Нальчик: |                                           |                                                                                     |
| Локомотив                            | 0-1                                       | Спартак-Нальчик                                                                     |

### Чемпионат России. 25-й тур
| 24 октября 2010            | \| Амкар \| 1-2 \| Локомотив \| | Стадион: «Звезда», Пермь Зрителей: 7 000 Судья: Владимир Петтай (Петрозаводск) |
| Составы: Амкар: Локомотив: |                                 |                                                                                |
| Амкар                      | 1-2                             | Локомотив                                                                      |

### Чемпионат России. 12-й тур
| 31 октября 2010           | \| Анжи \| 0-3 \| Локомотив \| | Стадион: «Динамо», Махачкала Зрителей: 12 000 Судья: Михаил Вилков |
| Составы: Локомотив: Анжи: |                                |                                                                    |
| Анжи                      | 0-3                            | Локомотив                                                          |

### Чемпионат России. 27-й тур
| 7 ноября 2010               | \| Алания \| 1-3 \| Локомотив \| | Стадион: «Динамо», Владикавказ Зрителей: 15 000 Судья: Эдуард Малый (Волгоград) |
| Составы: Алания: Локомотив: |                                  |                                                                                 |
| Алания                      | 1-3                              | Локомотив                                                                       |

### Чемпионат России. 28-й тур
| 14 ноября 2010              | \| Локомотив \| 4-2 \| Сибирь \| | Стадион: «Локомотив», Москва Зрителей: 12 170 Судья: Владимир Казьменко (Ростов-на-Дону) |
| Составы: Локомотив: Сибирь: |                                  |                                                                                          |
| Локомотив                   | 4-2                              | Сибирь                                                                                   |

### Чемпионат России. 29-й тур
| 20 ноября 2010              | \| Ростов \| 0-2 \| Локомотив \| | Стадион: «Олимп-2», Ростов-на-Дону Зрителей: 8 200 Судья: Николай Иванов (Санкт-Петербург) |
| Составы: Ростов: Локомотив: |                                  |                                                                                            |
| Ростов                      | 0-2                              | Локомотив                                                                                  |

### Чемпионат России. 30-й тур
| 28 ноября 2010             | \| Локомотив \| 3-0 \| Рубин \| | Стадион: «Локомотив», Москва Зрителей: 14 046 Судья: Вячеслав Попов (Екатеринбург) |
| Составы: Локомотив: Рубин: |                                 |                                                                                    |
| Локомотив                  | 3-0                             | Рубин                                                                              |

## Статистика ФК «Локомотив» Москва в 2010 году
| Команда            | ИВ | ИН | ИП | Голы  | ± |
| ------------------ | -- | -- | -- | ----- | - |
| Локомотив (Москва) | 15 | 10 | 13 | 46-37 | 9 |